# Graziella de Michele
Graziella de Michele, née le 28 décembre 1956 à Lyon, est une chanteuse française.

## Biographie
Graziella de Michele, fille de ressortissants italiens a grandi dans la banlieue de Lyon. Après le baccalauréat, elle obtient un diplôme d'infirmière en psychiatrie tout en se passionnant pour la musique. Elle monte à Paris et tout en exerçant son métier à Meaux, elle se lance dans la musique.
Après quelques enregistrements dont l'accueil est mitigé , elle se fait connaître avec la chanson Le Pull-over blanc en 1986, repris par Arno en 1990 puis par la deuxième saison de Star Academy.
Auteur des textes de ses chansons, à l'exception de certaines faces B, ses deux premiers albums sont écrits en collaboration avec le compositeur Marc Quattrociocchi. Plusieurs de ses vidéos sont réalisées par Cyril Collard.
Elle a été une des premières artistes françaises à participer à la lutte contre le SIDA.
À partir de la fin des années 1990, elle se fait plus rare tout en continuant à composer et à participer à des albums collectifs.
En 2010, elle enregistre le titre Les Transhumances sur l'album EmilyandIwe d'Emmanuel Tugny .

## Discographie

### Simples
- 1985 - Let's fall In Love - Virgin
- 1986 - Le pull-over blanc - Virgin
- 1987 - Cathy prend le train - Virgin
- 1989 - La lettre de Jersey - Virgin
- 1989 - Le jeune homme de Berlin - Virgin
- 1989 - Barcelone - Virgin
- 1993 - Vision d'Amsterdam - WEA/Kondo Music
- 1994 - 17 ans - WEA/Kondo Music

### Autres collaborations
- 1985 : reprise de Sweet Jane du Velvet Underground sur Les enfants du Velvet (compilation Virgin)
- 1990 : Pull-over Blanc repris par Arno (album Diversion pour les dix ans de Virgin France)
- 1990 : reprise de New York avec toi de Téléphone (album Diversion pour les dix ans de Virgin France)
- 1995 : Ce garçon qui s'en va dédié à Cleews Vellay (paroles de Lionel Florence, musique de Guy Delacroix) - Album des chansons pour la lutte contre le sida Entre sourire et larmes (Squatt / Sony Music)
- 1997 : une dizaine de reprises sur une série de compilations Atlas Les Plus Belles Chansons Françaises, dont Message Personnel de Françoise Hardy
- 2010 : Les Transhumances sur l'album EmilyandIwe d'Emmanuel Tugny.